# 天仙庵 (北京朝阳门)
天仙庵，位于北京市朝阳区吉市口五条，是一座汉传佛教寺院。现已无存。

## 简介
《北京寺庙历史资料》1936年北平寺庙登记中记载：天仙庵，位于“朝阳门外五条胡同9号”，创建于“明嘉靖三十五年”，私庙，“神像24尊，铁锺一个，铁五供1份，木五供4件，铁磬2个，树3棵。”1980年代末，天仙庵拆除，兴建吉庆里小区。天仙庵位于如今的朝外北街中段路北、吉市口东路西侧。
天仙庵是智化寺京音乐流布的寺庙之一。京音乐流布的北京寺庙主要有：
- 智化寺：朝阳门内禄米仓胡同东口
- 广济庵：朝阳门外东大桥
- 天仙庵：朝阳门外吉市口五条
- 地藏庵：朝阳门内大街路南
- 弥勒院：朝阳门外大街
- 水月庵：朝阳门外吉市口二条
- 昭宁寺：东单礼士胡同
- 成寿寺：东单柏树胡同
- 九顶娘娘庙：北新桥二条东口
- 普贤寺：东直门外东中街
- 下弥勒庵：崇文门外东晓市
- 关帝庙：崇文门外花市中四条
- 火神庙：祟文门外板厂
- 夕照寺：崇文门外夕照街
- 天龙寺：崇文门外中国强胡同东口

大约在清朝道光、咸丰年间，智化寺京音乐外传到天仙庵，后来分别传到成寿寺、水月庵、地藏庵、夕照寺、关帝庙、火神庙等十多座寺院。现存《北京天仙庵音乐谱》抄本，清光绪十三年（1887年）妙申抄。